# Wólka Rosnowska
Wólka Rosnowska (ukr. Роснівка) – wieś w rejonie jaworowskim obwodu lwowskiego Ukrainy. Wieś liczy około 210 mieszkańców.
W II Rzeczypospolitej do 1934 samodzielna gmina jednostkowa. Następnie należała do zbiorowej wiejskiej gminy Szutowa w powiecie jaworowskim w województwie lwowskim w Polsce.
We wsi przed II wojną światową majątek posiadał Ignacy Kazimierz Ledóchowski – polski dowódca wojskowy, generał dywizji Wojska Polskiego II RP.
Po wojnie wieś została odłączona od Polski i włączona do Ukraińskiej SRR.